# Famille Booth of Dunham Massey
Pour les articles homonymes, voir Booth.
Cette page explique l’histoire ou répertorie les différents membres de la famille Booth.
La famille Booth, d'ancienne extraction, appartient aux familles subsistantes de la noblesse anglaise et apparaît au Moyen Âge.

## Histoire
Leur présence est attestée dès les premières années du XIIIe siècle en tant que seigneurs du manoir de Barton, dans le Lancashire, puis à Dunham Massey, dans le Cheshire, où ils s’agrégèrent manifestement à la noblesse jusqu'au XVIIe siècle.
Par le mariage de lady Mary Booth (l'héritière du 2e et dernier comte de Warrington) avec Harry Grey, 4e comte de Stamford, leurs grands domaines sont dévolus en 1758 à la maison Grey, devenant la maison Booth-Grey, ainsi que le titre de comte de Stamford et Warrington.
Leur ancien titre de baronnet, parmi les premières créations en 1611, encore reste en dormance, donc de nos jours cette famille est représentée à la noblesse, depuis 1916, par la branche cadette des baronnets Booth d'Allerton Beeches.

## Personnalités
- Archv. William Booth
- Archv. Laurence Booth
- George Booth (2e comte de Warrington)
- Nathaniel Booth (4e baron Delamer)
- Lady Mary Booth, héritière des comtes de Warrington
- George Booth-Grey (comte de Stamford et Warrington)[4]
- Dr Penyston Booth (doyen de Windsor)
- Très hon. Charles Booth
- Sir Alfred Booth (1er baronnet)
- Sir Douglas Booth (3e baronnet)
- S.A. la princesse Erik, comtesse de Rosenborg (née Lois Booth)[5]
- Révd. chanoine William Booth
- Dr Claire Booth (comtesse d'Ulster)
- Baron Gore-Booth
- Prof. Mark Haworth-Booth
- S.E. l'hon. Sir David Gore-Booth[6].

Armoiries les Booth, archevêques d'York.
Losange héraldique d'héritière des Booth.
Écartelé des comtes de Stamford et Warrington.
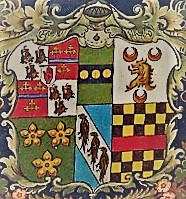
Blason des baronnets Gore-Booth.
Armes conjugales de la comtesse de Rosenborg.